# Lilium primulinum
Lilium primulinum är en liljeväxtart som beskrevs av John Gilbert Baker. Lilium primulinum ingår i släktet liljor, och familjen liljeväxter.

## Underarter
Arten delas in i följande underarter:
- L. p. burmanicum
- L. p. ochraceum
- L. p. primulinum

## Bildgalleri

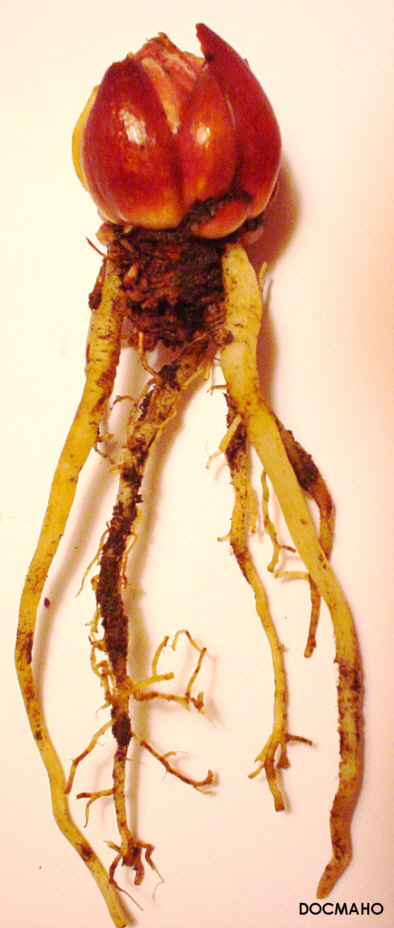
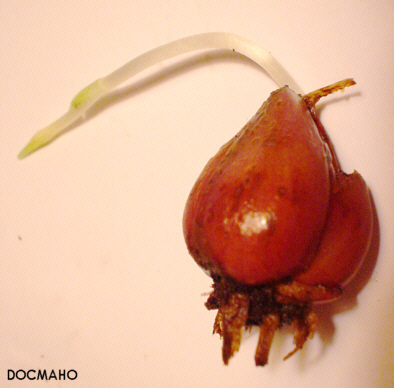
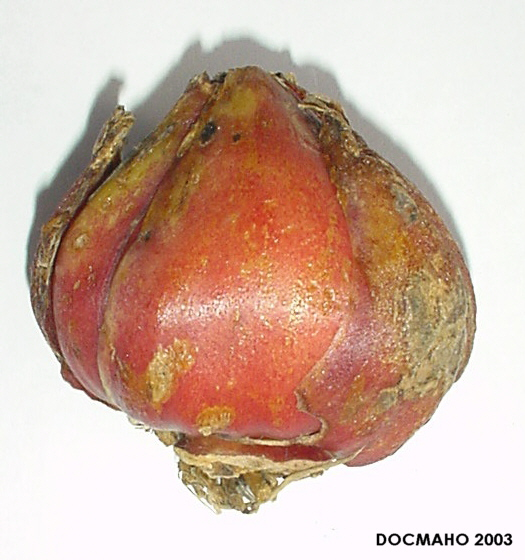